# Леонард Бадехорн
Леонард Бадехорн (нем. Leonhard Badehorn, 6 ноября 1510, г. Майсен, Саксония – 1 июля 1587, г. Лейпциг, Саксония) – саксонский юрист, ректор Лейпцигского университета в 1537 – 1538 годах.

## Из биографии
В 1531 году получил степень магистра философии в Лейпцигском университете. Преподавал на философском (артистическом) факультете этого университета. В 1536 г. был деканом философского факультета, а в 1537 – 1538 гг. – ректором Университета.
От 1539 до 1544 года изучал право в Италии, а 29 октября 1544 получил степень доктора права в Падуанском университете. Потом работал на юридическом факультете Лейпцигского университета, некоторое время также в Лейпцигском придворном суде (нем. Oberhofgericht Leipzig).
Несколько раз (впервые в 1562 – 1563 гг.) Л. Бадехорна выбирали бургомистром Лейпцига.

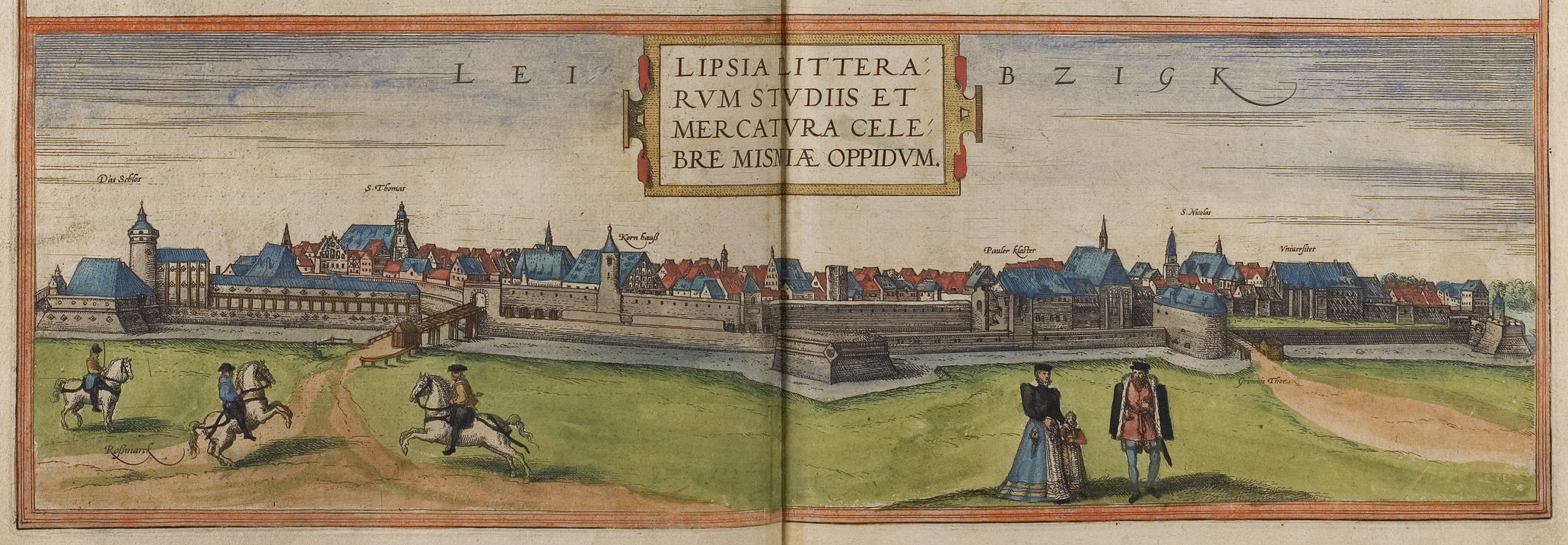
"Панорама Лейпцига (XVI в.)"